# Појана Негриј (Сучава)
Појана Негриј (рум. Poiana Negrii) насеље је у Румунији у округу Сучава у општини Дорна Кандренилор. Oпштина се налази на надморској висини од 887 m.

## Становништво
Према подацима из 2002. године у насељу је живело 947 становника, од којих су сви румунске националности.